# Semiothisa troni
Espèce
Semiothisa troni est une espèce de lépidoptères (papillons) de la famille des Geometridae. Elle est endémique de La Réunion. Son envergure est d'environ 30-35 mm.

## Étymologie
Son nom spécifique, troni, lui a été donné en l'honneur de Lucien Tron qui a participé au projet du parc national de La Réunion et qui a, parallèlement, contribué au financement des deux premiers volumes de Christian Guillermet (d) sur les papillons de nuit réunionnais.

## Publication originale
- Christian Guillermet, « Contribution à l’étude des Hétérocères de l’île de La Réunion : description de six nouvelles espèces de Pyralidae, Geometridae, Arctiidae et Oecophoridae  (Lepidoptera Heterocera) », L'Entomologiste, vol. 67, no 2,‎ 2011, p. 95-104 (ISSN 0013-8886).